# Jennifer Higdon

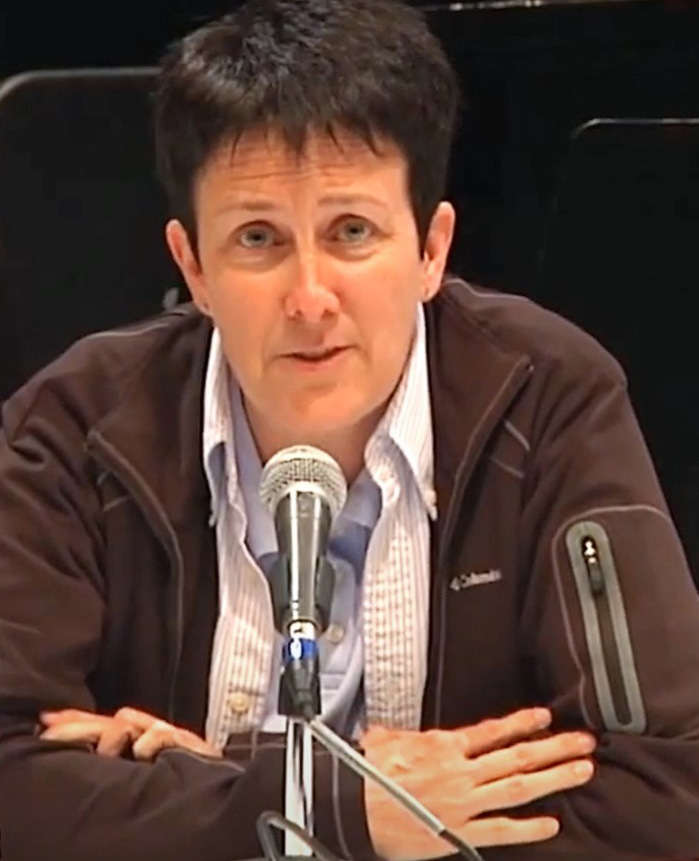
Jennifer Higdon, 2014

Jennifer Higdon (* 31. Dezember 1962 in Brooklyn, New York) ist eine US-amerikanische Komponistin klassischer Musik.

## Leben
Higdon wurde 1962 in Brooklyn geboren und verbrachte ihre Kindheit in Atlanta und Tennessee. Sie studierte an der Bowling Green State University Musik und erhielt Flötenunterricht. Zu ihren Lehrern gehörte Robert Spano. Higdon erwarb ein Diplom am Curtis Institute of Music, wo sie unter anderem bei David Loeb studierte. An der University of Pennsylvania erhielt sie den Doktorgrad in Komposition.
Nach ihrem Studium unterrichtete Higdon selbst am Curtis Institute of Music, wo sie den Milton L. Rock Chair bekleidet. Sie arbeitete als Komponistin mit dem Pittsburgh Symphony Orchestra 2005/2006 und dem Green Bay Symphony Orchestra 2006/2007 sowie dem Philadelphia Orchestra 2007/2008 zusammen.
Einem größeren Publikum wurde sie bekannt durch die 2010 bei Deutsche Grammophon erschienene CD von Hilary Hahn, auf der diese neben dem bekannten Violinkonzert op. 35 von Peter Tschaikovsky ein von Higdon komponiertes Werk spielte. Ihre langjährige Lebenspartnerin ist Cheryl Lawson. Higdon wohnt in Philadelphia.

## Werke
- Konzert für Orchester, 2002
- City Scape für Orchester, 2002
- Violin Concerto (Dedicated to Hilary Hahn)
- Cold Mountain (Oper), 2015

## Preise und Auszeichnungen (Auswahl)
- Grammy Awards 2008, Nominierung für Beste zeitgenössische klassische Komposition für Zaka von Eighth Blackbird
- Grammy Awards 2010 Auszeichnung für Beste zeitgenössische klassische Komposition für ihr Percussion Concerto.[2]
- 2010 Pulitzer-Preis für Musik für ihr Violinkonzert, das am 6. Februar 2009 in Indianapolis uraufgeführt wurde und 2010 von Hilary Hahn aufgenommen wurde.[3]
- 2016 erhielt die Uraufführung ihrer Oper Cold Mountain den International Opera Award.
- 2018 wurde Higdon der Nemmers-Preis für Komposition zugesprochen.[4]
- 2019 wurde sie in die American Philosophical Society gewählt.
- 2022 wurde Higdon in die American Academy of Arts and Letters gewählt.